# Mafia: The Old Country
Mafia: The Old Country ist ein Videospiel von Hangar 13. Es ist ein Prequel des ersten Spiels und der vierte Teil der Mafia-Reihe, nach Mafia 3. Das Spiel erschien am 8. August 2025 für PC, PlayStation 5 und Xbox Series.

## Handlung
Die Handlung spielt in der fiktiven Region Valle Dorata auf Sizilien in den 1900er-Jahren mit der fiktiven Stadt San Celeste, die bereits in Mafia II vorkommt, und handelt über die Entstehung der Mafia. Der Spieler übernimmt den Protagonisten Enzo Favara, der als Kind in eine Schwefelmine verkauft worden ist und seither dort als Bergarbeiter tätig sein muss. Nachdem er sich in Folge eines Grubenunglücks mit einem Vorarbeiter geprügelt hat, flieht er aus der Mine und gerät an den Weinberg-Pächter Don Torrisi, der seine Rivalen aus der Mine zurechtweist und Enzo als Arbeiter bei sich aufnimmt. In der Folge erarbeitet sich Enzo das Vertrauen Torrisis und wird in die Familie aufgenommen. Gleichzeitig verliebt er sich in Torrisis Tochter Isabella, die versucht, sich aus den Machenschaften ihres Vaters herauszuhalten. Sie wird schwanger von Enzo, der annimmt, dass er mit genügend Ansehen beim Don offiziell um ihre Hand anhalten kann. Da Isabella allerdings an einen Baron verheiratet werden soll, planen Enzo und Isabella ihre Flucht in die USA. Kurz vor ihrer Abreise werden sie von Torrisis Leuten aufgegriffen und getrennt. Enzo wird in die Mine gebracht, wo es ihm gelingt, Torrisi zu töten, er allerdings von Isabellas Cousin Cesare ebenfalls erstochen wird. Isabella flieht aus den Fängen der Leute ihres Vaters und gelangt allein in die USA.
Der Spieler kann die Spielwelt mit damaligen Autos und auf Pferden erkunden.

## Entwicklung
Mitte 2020 gab der Publisher Take Two bekannt, an einem neuen Teil der Mafia-Reihe zu arbeiten. Bei der Opening Night Live auf der Gamescom 2024 wurde das Spiel mit einem ersten Trailer angekündigt. Bei den Game Awards 2024 wurde ein weiterer Trailer gezeigt und der Erscheinungszeitraum Sommer 2025 angekündigt. Das Spiel wird auf Unreal Engine 5 laufen.

## Rezeption bzw. Bewertung
Der Historiker und Mafia-Experte John Dickie sprach dem Art Design des Spiels eine hohe Authentizität zu.